# 基爾吉日-基泰河

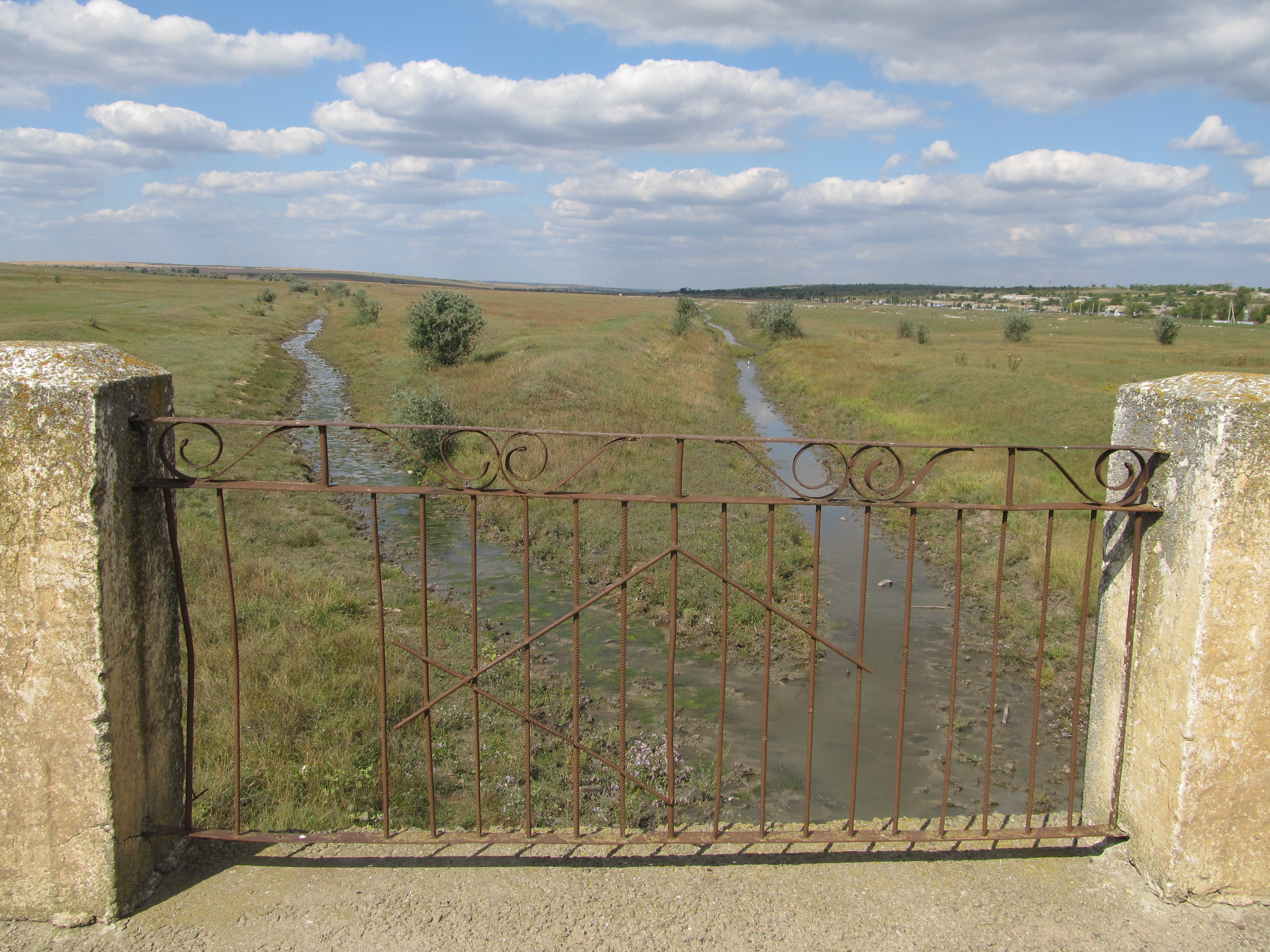

基爾吉日-基泰河（烏克蘭語：Киргиж-Китай），是東歐的河流，發源自特瓦爾季察以北，流經摩爾多瓦和烏克蘭，最終注入基泰湖，河道全長64公里，流域面積725平方公里。